# Meiklejohn Glacier
Meiklejohn Glacier är en glaciär i Antarktis. Den ligger i Västantarktis. Argentina, Chile och Storbritannien gör anspråk på området. Meiklejohn Glacier ligger 786 meter över havet.
Terrängen runt Meiklejohn Glacier är varierad. Trakten är obefolkad. Det finns inga samhällen i närheten.